# Мстители: Величайшие герои Земли
«Мстители: Величайшие герои Земли» (англ. The Avengers: Earth’s Mightiest Heroes) — американский мультсериал, разработанный компанией Marvel Animation, основан на комиксах о команде супергероев под названием «Мстители». Премьера сериала состоялась 22 сентября 2010 года. Было выпущено 2 сезона, в каждом из которых было по 26 серий.
Marvel Entertainment, LLC и Disney XD объявили о создании нового блока программ вселенной Marvel, названного Marvel Universe, который начал вещание в апреле 2012 года и включал второй сезон «Величайших героев Земли» и анимационный сериал «Великий Человек-паук».
В мультсериале изначально была представлена команда, основанная на оригинальных Мстителях, состоящих из Железного человека, Человека-муравья, Халка, Тора и Осы. Позднее к команде присоединились Капитан Америка, Чёрная пантера и Соколиный глаз в первом сезоне. Затем Мисс Марвел и Вижн во втором сезоне. С точки зрения общего тона и стиля, серия основана главным образом на оригинальных историях Стэна Ли и Джека Кирби. В серии также используются материалы всех эпох комикса, а также другие источники, такие как например КВМ.

## Сюжет
Неизвестная сила наносит удар по 4 тюрьмам для сверхлюдей, и десятки опаснейших суперзлодеев вырываются на свободу. Самые могучие супергерои объединяются в альянс под названием Мстители, чтобы вернуть вырвавшееся на свободу зло за решётку и остановить различные угрозы для человечества.
В 1-м сезоне Мстители предстали в классическом составе: Человек-муравей, Халк, Железный Человек, Тор и Оса. Позднее к ним присоединились Капитан Америка, Чёрная пантера и Соколиный глаз, а во 2-м сезоне — Мисс Марвел, Вижн и Человек-паук (в качестве резервного члена команды). Хэнк Пим позже поменял свою личность и стал Жёлтым жакетом, передав личность Человека-муравья Скотту Лэнгу.
В одной из серий 2-го сезона была временно создана команда Новых Мстителей, состоящая из Человека-паука, Воителя, Росомахи, Существа, Люка Кейджа и Железного кулака. Также в сериале появлялись такие супергеройские команды, как Фантастическая Четвёрка, Стражи Галактики, Щ. И.Т. (в частности — Ник Фьюри, Мария Хилл, Чёрная вдова и Пересмешница). Временно в качестве антагонистов выступали Чудо-человек, Капитан Марвел, Зимний солдат, Док Самсон, Сокол, Красный Халк и другие.

## Серии
| Сезон | Сезон | Эпизоды | Даты показа      | Даты показа      |
| Сезон | Сезон | Эпизоды | Первый эпизод    | Последний эпизод |
| ----- | ----- | ------- | ---------------- | ---------------- |
|       | 1     | 26      | 22 сентября 2010 | 26 июня 2011     |
|       | 2     | 26      | 1 апреля 2012    | 11 ноября 2012   |

## В ролях

### Главные роли
- Эрик Лумис — Тони Старк / Железный Человек
- Брайан Блум — Стивен Роджерс / Капитан Америка
- Рик Д. Вассерман — Тор, Карл Крил / Поглотитель, Суртур, Командир Скруллов
- Фред Таташор — Халк, Красный Халк, Бен Гримм / Существо, Вольштагг, Мандрил, Гравитон, Йон-Рог
- Коллин О’Шонесси — Джанет ван Дайн / Оса, Кассандра Лэнг
- Уолли Вингерт — Хэнк Пим / Человек-Муравей / Великан / Жёлтый жакет, М.О.Д.О.К.
- Крис Кокс — Клинт Бартон / Соколиный илаз, Красный динамо, Гремучий Змей, Фэндрал, Питер Карбор
- Джеймс С. Мэтис III — Т’Чалла / Чёрная пантера, Король Кобра, Бульдозер
- Фил ЛаМарр — Д.Ж.А.Р.В.И.С., Саймон Уильямс / Чудо-человек

### Периодические роли
- Алекс Десерт — Ник Фьюри, Джек Фьюри
- Кэри Вюрер — Мария Хилл
- Ванесса Маршалл — Наташа Романова / Чёрная вдова, Мадам Гидра, Анаконда, Пар
- Трой Бэйкер — Клай Квотермейн, Буран, Вихрь, Констриктор, Серая Гаргулья, Майкл Корвак, Грут, Сайдрен, Фарадей, майор Гленн Талбот, Робби Робертсон
- Дженнифер Хейл — Кэрол Денверс / Мисс Марвел, Коррина Уолтерс
- Питер Джессоп — Вижн
- Габриэль Манн — Брюс Бэннер
- Кэри Уолгрен — Амора, Джейн Фостер, Карнилла
- Робин Аткин Даунс — Барон Генрих Земо, Мерзость[6]
- Джим Уорд — Барон Вольфганг фон Штрукер, Генри Гайрич

### Второстепенные роли
- Джонатан Адамс — Канг Завоеватель
- Ди Брэдли Бейкер — Рид Ричардс / Мистер Фантастик
- Дрейк Белл — Питер Паркер / Человек паук
- Джей Би Блан — Хеймдалль, Крушитель
- Стивен Блум — Дэлл Раск / Красный Череп, Джеймс Хоулетт / Росомаха, Бета Рэй Билл
- Клэнси Браун — Один
- Мик Вингерт — Скателбатт
- Кевин Гревье — Терракс
- Стивен Даунс — Звёздный Лорд
- Элизабет Дэйли — Бобби Морс / Пересмешница, Королева Веранке
- Джон ДиМаджио — Эйтри
- Грей ДеЛизл — Бетти Брант
- Кристофер Б. Дункан — Люк Кейдж
- Хаким Кае-Казим — Т’Чака
- Джон Карри — Зимний солдат
- Дэвид Кауфман — Джонни Шторм / Человек-факел
- Том Кейн — Альтрон, Джаспер Ситвелл
- Мойра Куирк — Квазар
- Дэвид Кэй — Высший Разум
- Кэм Кларк — Док Самсон, Вектор
- Джеффри Комбс — Лидер
- Лекс Ланг — Виктор фон Дум / Доктор Дум
- Лорен Лестер — Дэнни Рэнд / Железный кулак
- Мэри Элизабет МакГлинн — Эбигейл Бранд
- Грэм Мактавиш — Локи
- Дэнни Манн — Безумный мыслитель
- Скотт Менвилль — Баки Барнс (в 1940-х)
- Грант Монингер — Арним Зола
- Даран Норрис — Начальник полиции
- Нолан Норт — Балдер, Хемистро, Живой лазер, Забивальщик, Джимми Ву, Высший учёный
- Дон Оливьери — Пеппер Поттс
- Кирстен Поттер — Люсия ван Бардес
- Лэнс Реддик — Сэм Уилсон / Сокол
- Кевин Майкл Ричардсон — М’Баку / Человек-обезьяна, Н`Гасси
- Бампер Робинсон — Джеймс Роудс / Воитель
- Синди Робинсон — Равонна
- Нил Росс — Крест
- Джонатан Кимбл Симмонс — Джей Джона Джеймсон
- Роджер Крэйг Смит — Мар-Велл / Капитан Марвел
- Брент Спайнер — Пурпурный человек
- Кирк Торнтон — Адам Уорлок
- Эрин Торпей — Сьюзан Ричардс / Невидимая леди
- Гари Энтони Уильямс — Громобой
- Кит Фергюсон — генерал Таддеус Росс
- Куинтон Флинн — Малекит Проклятый
- Криспин Фриман — Скотт Лэнг / Человек-муравей / Великан
- Ника Футтерман — Сиф, Хела
- Лэнс Хенриксен — Мрачный Жнец
- Марк Хэмилл — Уллис Клоу
- Лейси Шабер — Дейзи Джонсон / Дрожь
- Кит Шарабайка — Ронан Обвинитель
- Дуайт Шульц — Техновор
- Кайл Эбер — доктор Лайл Гетц, Супер-Скрулл
- Грег Эллис — Енот Ракета

## Концепция и производство
В октябре 2008 года студия Marvel Animation анонсировала производство нового мультсериала под названием «Мстители. Величайшие герои Земли» (англ. The Avengers: Earth’s Mightiest Heroes) совместно со студией Film Roman, в результате которого было запланировано выпустить 52 серии с прицелом на осень 2010 года.
Исполнительные продюсеры Саймон Филлипс и Эрик Роллман поручили создание шоу Джошуа Файну и ответственному за основной сюжет мультсериала Кристоферу Йосту.
Сериал основан на различных источниках — от Avengers Джека Кирби и Стэна Ли до Ultimates Марка Миллара.
22 сентября дебютировали 20 микросерий, каждая из которых уделяла особое внимание предыстории героев, приводя события к основным сериям.
Премьера сериала состоялась на канале Disney XD 20 октября и на Teletoon в Канаде 22 октября 2010 года на английском языке и в марте 2011 года на французском языке.
Запуск второго сезона предполагался в октябре 2011 года, однако в 2011 году в Нью-Йорке на Comic-Con директор Marvel TV Джеф Леб опроверг своё предыдущее заявление, объявив, что «второй сезон „Мстителей“ начнётся в начале 2012 года, чтобы совпасть с „Великим Человеком-пауком“».
Позже дата была уточнена — 1 апреля 2012 года.

### Продолжение
«Мстители: Величайшие герои Земли» не был продлён на третий сезон и в 2013 году сменился новым сериалом под названием «Мстители, общий сбор!».
14 июля 2012 года на Marvel Television и в San Diego Comic-Con Джеф Леб заявил о взаимосвязи между двумя мультсериалами:

Мы никоим образом не говорим, что «Величайших героев Земли» никогда и не было. Вы увидите эпическое заключение. И тогда вы скажете: «О, а что же дальше?»
Оригинальный текст (англ.)We're not in any way saying Earth's Mightiest Heroes never happened. You will see an epic conclusion. And then you'll say, 'Oh, what's next?'
— Джеф Леб
Сайт ComicBookMovie.com изначально сообщал, что создатели рассматривали новый сериал как продолжение «Величайших героев Земли», что привело к путанице среди зрителей в отношении непрерывности нового шоу. В более позднем интервью Джо Келли и Стивен Сигл из Man of Action, когда их попросили уточнить связь между двумя шоу, дуэт не дал ответа.
Из актёрского состава свои роли для «Общего сбора» повторили только Фред Татасиоре и Джеймс Маттис III, озвучившие Халка и Чёрную Пантеру соответственно. Кроме того, Дрейк Белл вернулся к озвучиванию Человека-паука, в то время как другие участники команды делились своими голосами со своими коллегами в отдельном сериале «Великий Человек-паук».